# Премия «Давид ди Донателло» за лучший европейский фильм
Премия «Давид ди Донателло» за лучший европейский фильм (итал. David di Donatello per il miglior film dell'Unione europea) — один из призов национальной итальянской кинопремии Давид ди Донателло. Вручается ежегодно с 2004 года.

## Список лауреатов и номинантов
Лауреаты выделены отдельным цветом. 

### 2000-е
| Год  | Русское название                     | Оригинальное название         | Режиссёр                        |
| ---- | ------------------------------------ | ----------------------------- | ------------------------------- |
| 2004 | «Догвилль»                           | Dogville                      | Ларс фон Триер                  |
| 2004 | «Девушка с жемчужной серёжкой»       | Girl with a Pearl Earring     | Питер Уэббер                    |
| 2004 | «Розенштрассе»                       | Rosenstraße                   | Маргарета фон Тротта            |
| 2004 | «Гуд бай, Ленин!»                    | Good bye, Lenin!              | Вольфганг Беккер                |
| 2004 | «Понедельники на солнце»             | Los lunes al sol              | Леон де Араноа                  |
| 2005 | «Море внутри»                        | Mar adentro                   | Алехандро Аменабар              |
| 2005 | «Хористы»                            | Les Choristes                 | Кристоф Барратье                |
| 2005 | «Головой о стену»                    | Gegen die Wand                | Фатих Акин                      |
| 2005 | «Венецианский купец»                 | The Merchant of Venice        | Майкл Рэдфорд                   |
| 2005 | «Вера Дрейк»                         | Vera Drake                    | Майк Ли                         |
| 2006 | «Матч-пойнт»                         | Match point                   | Вуди Аллен                      |
| 2006 | «Скрытое»                            | Caché                         | Михаэль Ханеке                  |
| 2006 | «Дитя»                               | L'Enfant                      | Братья Дарденн                  |
| 2006 | «Птицы 2: Путешествие на край света» | La marche de l'empereur       | Люк Жаке                        |
| 2006 | «Миссис Хендерсон представляет»      | Mrs Henderson Presents        | Стивен Фрирз                    |
| 2007 | «Жизнь других»                       | Das Leben der Anderen         | Флориан Хенкель фон Доннерсмарк |
| 2007 | «Мой лучший друг»                    | Mon meilleur ami              | Патрис Леконт                   |
| 2007 | «Скандальный дневник»                | Notes on a Scandal            | Ричард Айр                      |
| 2007 | «Возвращение»                        | Volver                        | Педро Альмодовар                |
| 2008 | «Ирина Палм сделает это лучше»       | Irina Palm                    | Сэм Гарбарский                  |
| 2008 | «4 месяца, 3 недели и 2 дня»         | 4 luni, 3 săptămâni şi 2 zile | Кристиан Мунджиу                |
| 2008 | «Кус-кус и барабулька»               | La Graine et le mulet         | Абделатиф Кешиш                 |
| 2008 | «Золотой век»                        | Elizabeth: The Golden Age     | Шекхар Капур                    |
| 2008 | «Скафандр и бабочка»                 | Le scaphandre et le papillon  | Джулиан Шнабель                 |
| 2009 | «Миллионер из трущоб»                | Slumdog Millionaire           | Дэнни Бойл                      |
| 2009 | «Класс»                              | Entre les murs                | Лоран Канте                     |
| 2009 | «Лимонное дерево»                    | Etz Limon                     | Эран Риклис                     |
| 2009 | «Чтец»                               | The Reader                    | Стивен Долдри                   |
| 2009 | «Вальс с Баширом»                    | ואלס עם באשיר                 | Ари Фольман                     |

### 2010-е
| Год  | Русское название              | Оригинальное название               | Режиссёр                     |
| ---- | ----------------------------- | ----------------------------------- | ---------------------------- |
| 2010 | «Концерт»                     | Le concert                          | Раду Михайляну               |
| 2010 | «Белая лента»                 | Das weiße Band                      | Михаэль Ханеке               |
| 2010 | «Пророк»                      | Un prophète                         | Жак Одиар                    |
| 2010 | «Душевная кухня»              | Soul Kitchen                        | Фатих Акин                   |
| 2010 | «Добро пожаловать»            | Welcome                             | Филипп Льоре                 |
| 2011 | «Король говорит!»             | The King's Speech                   | Том Хупер                    |
| 2011 | «Ещё один год»                | Another Year                        | Майк Ли                      |
| 2011 | «Тайна в его глазах»          | El secreto de sus ojos              | Хуан Хосе Кампанелья         |
| 2011 | «Месть»                       | Hævnen                              | Сюзанна Бир                  |
| 2011 | «Люди и боги»                 | Des hommes et des dieux             | Ксавье Бовуа                 |
| 2012 | «1+1»                         | Intouchables                        | Оливье Накаш и Эрик Толедано |
| 2012 | «Резня»                       | Carnage                             | Роман Полански               |
| 2012 | «Меланхолия»                  | Melancholia                         | Ларс фон Триер               |
| 2012 | «Гавр»                        | Le Havre                            | Аки Каурисмяки               |
| 2012 | «Артист»                      | The Artist                          | Мишель Хазанавичус           |
| 2013 | «Любовь»                      | Amour                               | Михаэль Ханеке               |
| 2013 | «007: Координаты «Скайфолл»»  | Skyfall                             | Сэм Мендес                   |
| 2013 | «Анна Каренина»               | Anna Karenina                       | Джо Райт                     |
| 2013 | «Квартет»                     | Quartet                             | Дастин Хоффман               |
| 2013 | «Ржавчина и кость»            | De rouille et d'os                  | Жак Одиар                    |
| 2014 | «Филомена»                    | Philomena                           | Стивен Фрирз                 |
| 2014 | «Ида»                         | Ida                                 | Павел Павликовский           |
| 2014 | «Жизнь Адель»                 | La vie d'Adèle - Chapitres 1 et 2   | Абделатиф Кешиш              |
| 2014 | «Натюрморт»                   | Still Life                          | Уберто Пазолини              |
| 2014 | «Венера в мехах»              | La Vénus à la fourrure              | Роман Полански               |
| 2015 | «Вселенная Стивена Хокинга»   | The Theory of Everything            | Джеймс Марш                  |
| 2015 | «Разомкнутый круг»            | The Broken Circle Breakdown         | Феликс Ван Грунинген         |
| 2015 | «Лок»                         | Locke                               | Стивен Найт                  |
| 2015 | «Гордость»                    | Pride                               | Мэттью Уаркус                |
| 2015 | «Дикие истории»               | Relatos salvajes                    | Дамиан Сифрон                |
| 2016 | «Сын Саула»                   | Saul fia                            | Ласло Немеш                  |
| 2016 | «45 лет»                      | 45 Years                            | Эндрю Хэй                    |
| 2016 | «Новейший завет»              | Le Tout Nouveau Testament           | Жако Ван Дормаль             |
| 2016 | «Идеальный день»              | A Perfect Day                       | Фернандо Леон Де Араноа      |
| 2016 | «Девушка из Дании»            | The Danish Girl                     | Том Хупер                    |
| 2017 | «Я, Дэниел Блейк»             | Io, Daniel Blake                    | Кен Лоуч                     |
| 2017 | «Примадонна»                  | Florence                            | Стивен Фрирз                 |
| 2017 | «Хульетта»                    | Julieta                             | Педро Альмодовар             |
| 2017 | «Синг Стрит»                  | Sing Street                         | Джон Карни                   |
| 2017 | «Трумэн»                      | Truman - Un vero amico è per sempre | Сеск Гай                     |
| 2018 | «Квадрат»                     | The Square                          | Рубен Эстлунд                |
| 2018 | «120 ударов в минуту»         | 120 battiti al minuto               | Робен Кампийо                |
| 2018 | «Борг/Макинрой»               | Borg McEnroe                        | Янус Мец Педерсен            |
| 2018 | «Она»                         | Elle                                | Пол Верховен                 |
| 2018 | «Ван Гог. С любовью, Винсент» | Loving Vincent                      | Дорота Кобела и Хью Уэлшман  |